# ان‌جی‌سی ۴۵۳۵
ان‌جی‌سی ۴۵۳۵ (انگلیسی: NGC 4535) نام یک کهکشان مارپیچی میله‌ای در صورت فلکی دوشیزه است.